# Planet Jarre
Planet Jarre es una colección recopilatoria con variadas producciones del compositor francés y pionero de la música electrónica Jean-Michel Jarre, publicada el 14 de septiembre de 2018 por Sony Music y distribuida por Columbia Records.

## Antecedentes
En 2018 Jean-Michel Jarre cumple 50 años de trayectoria musical, considerados desde la grabación de una de sus primeras composiciones conocidas, Happiness Is a Sad Song, una pieza experimental que desarrolló durante su paso por el GRM en 1968 a la edad de 19 o 20 años. Planet Jarre es una selecta recopilación de 41 temas del francés de entre los cuales destacan algunas rarezas y temas inéditos. El anuncio oficial del álbum fue hecho por el músico francés el 20 de junio de 2018 a través de sus redes sociales, una semana antes publicó partes de la portada en sus redes sociales. La preventa del álbum en todos sus formatos comenzó el día 22 de junio, día en el cual también se estrenó el tema Hypnose como adelanto de la producción. El álbum está producido en sonido 5.1.

## Contenido
El álbum se divide en cuatro temáticas llamadas "Soundscapes" (Paisajes Sonoros), 9 temas previamente estrenados, de tipo ambiental; "Themes" (Temas), 11 temas más melódicos y de gran éxito en la discografía del músico; "Sequences" (Secuencias)', 9 temas orientados a secuencias repetitivas, entre las cuales destacan dos temas inéditos: Herbalizer y Coachella Opening, tema de introducción estrenado en los conciertos de Argentina y Chile, el 22 y 27 de marzo respectivamente; y posteriormente en el Festival Coachella en el primes semestre de 2018. Finalmente está "Explorations & Early Works" (Exploraciones y Primeros Trabajos), parte del compilado que documenta los inicios de Jarre en la música -partiendo por la experimentación- y su desarrollo paulatino a través de los años. De esta parte del compilado destaca el tema Music for Supermarkets (Demo Excerpt), una pista totalmente inédita tomada del exclusivo lanzamiento de 1983 Music for Supermarkets. Esta nueva versión corresponde a la segunda parte de la publicación original. También en esta temática se incluye la composición AOR Bleu, creada en los años 70 para una performance de ballet.

## Ediciones
Al igual que otros lanzamientos discográficos del francés, Planet Jarre será lanzado al mercado en diferentes ediciones, tanto físicas como digitales.

### Jewel Case
Consta de dos discos con 20 y 21 temas respectivamente, correspondientes a las temáticas del álbum y un libreto de 12 páginas.

### Digipack
Consta de dos discos con 20 y 21 temas respectivamente, correspondientes a las temáticas del álbum y un libreto con 24 páginas.

### Libro con Vinilos
4 vinilos de 180 g en un libro de tapa dura con una tarjeta con un código promocional para descargar 12 temas extra en formato de sonido 5.1.

### Box Set
Edición contenedora de un ejemplar del Digipack, 2 casetes y una tarjeta de descarga con un código promocional para descargar 12 temas extra en 5.1.

## Lista de temas

### Jewel Case y Digipack

#### CD 1: Soundscapes / Themes
| Planet Jarre: Soundscapes / Themes |                                     |                                          |          |  |
| N.º                                | Título                              | Álbum Original                           | Duración |  |
| 1.                                 | «Oxygene, Pt. 1»                    | Oxygene (1976)                           | 7:39     |  |
| 2.                                 | «Oxygene, Pt. 19»                   | Oxygene 3 (2016)                         | 5:00     |  |
| 3.                                 | «Rendez-Vous 1»                     | Rendez Vous (1986)                       | 2:54     |  |
| 4.                                 | «Millions of Stars»                 | Metamorphoses (2000)                     | 5:39     |  |
| 5.                                 | «Chronology, Pt. 1»                 | Chronology (1993)                        | 3:23     |  |
| 6.                                 | «Oxygene, Pt. 20»                   | Oxygene 3 (2016)                         | 5:29     |  |
| 7.                                 | «Equinoxe, Pt. 2»                   | Equinoxe (1978)                          | 5:00     |  |
| 8.                                 | «Waiting for Cousteau»              | Waiting for Cousteau (1990)              | 2:59     |  |
| 9.                                 | «The Heart of Noise» (Origin)       | Electronica 2: The Heart of Noise (2016) | 2:36     |  |
| 10.                                | «Industrial Revolution, Pt. 2»      | Revolutions (1988)                       | 2:22     |  |
| 11.                                | «Oxygene, Pt. 4»                    | Oxygene (1976)                           | 3:46     |  |
| 12.                                | «Equinoxe, Pt. 5»                   | Equinoxe (1978)                          | 3:45     |  |
| 13.                                | «Oxygene, Pt. 2»                    | Oxygene (1976)                           | 5:24     |  |
| 14.                                | «Zoolookology»                      | Zoolook (1984)                           | 3:43     |  |
| 15.                                | «Bells»                             | Metamorphoses (2000)                     | 2:04     |  |
| 16.                                | «Equinoxe, Pt. 4»                   | Equinoxe (1978)                          | 5:31     |  |
| 17.                                | «Magnetic Fields, Pt. 2»            | Magnetic Fields (1981)                   | 3:58     |  |
| 18.                                | «Rendez-Vous 2, Pt. 3» (Laser Harp) | Rendez-Vous (1986)                       | 2:19     |  |
| 19.                                | «Rendez-Vous 4»                     | Rendez-Vous (1986)                       | 4:08     |  |
| 20.                                | «Chronology, Pt. 4»                 | Chronology (1993)                        | 4:09     |  |
| 81:48                              |                                     |                                          |          |  |

#### CD 2: Sequences / Explorations & Early Works
| Planet Jarre: Sequences / Explorations & Early Works |                                                                |                                          |          |  |
| N.º                                                  | Título                                                         | Álbum Original                           | Duración |  |
| 1.                                                   | «Coachella Opening»                                            | Tema nuevo                               | 3:58     |  |
| 2.                                                   | «Arpeggiator»                                                  | The Concerts in China (1982)             | 6:14     |  |
| 3.                                                   | «Automatic, Pt. 1» (with Vince Clarke)                         | Electronica 1: The Time Machine (2015)   | 2:57     |  |
| 4.                                                   | «Exit» (with Edward Snowden)                                   | Electronica 2: The Heart of Noise (2016) | 5:44     |  |
| 5.                                                   | «Equinoxe, Pt. 7»                                              | Equinoxe (1978)                          | 3:35     |  |
| 6.                                                   | «Oxygene, Pt. 8»                                               | Oxygene 7-13 / Oxygene 2 (1997)          | 5:23     |  |
| 7.                                                   | «Stardust» (with Armin Van Buuren)                             | Electronica 1: The Time Machine          | 4:36     |  |
| 8.                                                   | «Herbalizer»                                                   | Tema Nuevo                               | 3:25     |  |
| 9.                                                   | «Revolutions»                                                  | Revolutions (1988)                       | 3:23     |  |
| 10.                                                  | «Ethnicolor»                                                   | Zoolook (1984)                           | 3:30     |  |
| 11.                                                  | «Souvenir of China»                                            | The Concerts In China (1982)             | 3:59     |  |
| 12.                                                  | «Blah Blah Café»                                               | Zoolook (1984)                           | 3:21     |  |
| 13.                                                  | «Music for Supermarkets» (Demo Excerpt)                        | Music for Supermarkets (1983)            | 2:03     |  |
| 14.                                                  | «Roseland / Le Pays de Rose»                                   | Les Granges Brûlées (1973)               | 2:03     |  |
| 15.                                                  | «La Cage»                                                      | La Cage  Erosmachine (1971)                                         | 3:08     |  |
| 16.                                                  | «Erosmachine»                                                  | La Cage  Erosmachine (1971)                                         | 2:58     |  |
| 17.                                                  | «Hypnose»                                                      |                                          | 3:26     |  |
| 18.                                                  | «The Song of the Burnt Barns / Le Chanson des Granges Brûlées» | Les Granges Brûlées (1973)               | 2:44     |  |
| 19.                                                  | «Happiness Is a Sad Song»                                      |                                          | 5:50     |  |
| 20.                                                  | «AOR Bleu»                                                     |                                          | 3:08     |  |
| 21.                                                  | «Last Rendez-Vous»                                             | Rendez-Vous (1986)                       | 4:08     |  |
| 79:33                                                |                                                                |                                          |          |  |

### Vinilo

#### Vinilo 1: Soundscapes
- Lado A:

| Planet Jarre: Soundscapes |                     |                      |          |  |
| N.º                       | Título              | Álbum Original       | Duración |  |
| 1.                        | «Oxygene, Pt. 1»    | Oxygene (1976)       | 7:39     |  |
| 2.                        | «Oxygene, Pt. 19»   | Oxygene 3 (2016)     | 5:00     |  |
| 3.                        | «Rendez-Vous 1»     | Rendez Vous (1986)   | 2:54     |  |
| 4.                        | «Millions of Stars» | Metamorphoses (2000) | 5:39     |  |
| 21:12                     |                     |                      |          |  |

- Lado B:

| Planet Jarre: Soundscapes |                                   |                                          |          |  |
| N.º                       | Título                            | Álbum Original                           | Duración |  |
| 5.                        | «Chronology, Pt. 1»               | Chronology (1993)                        | 3:23     |  |
| 6.                        | «Oxygene, Pt. 20»                 | Oxygene 3 (2016)                         | 5:29     |  |
| 7.                        | «Equinoxe, Pt. 2»                 | Equinoxe (1978)                          | 5:00     |  |
| 8.                        | «Waiting for Cousteau»            | Waiting for Cousteau (1990)              | 2:59     |  |
| 9.                        | «The Heart of Noise» (The Origin) | Electronica 2: The Heart of Noise (2016) | 2:36     |  |
| 19:27                     |                                   |                                          |          |  |

#### Vinilo 2: Themes
- Lado A:

| Planet Jarre: Themes |                                |                      |          |  |
| N.º                  | Título                         | Álbum Original       | Duración |  |
| 1.                   | «Industrial Revolution, Pt. 2» | Revolutions (1988)   | 2:22     |  |
| 2.                   | «Oxygene, Pt. 4»               | Oxygene (1976)       | 3:46     |  |
| 3.                   | «Equinoxe, Pt. 5»              | Equinoxe (1978)      | 3:45     |  |
| 4.                   | «Oxygene, Pt. 2»               | Oxygene (1976)       | 5:24     |  |
| 5.                   | «Zoolookology»                 | Zoolook (1984)       | 3:43     |  |
| 6.                   | «Bells»                        | Metamorphoses (2000) | 2:04     |  |
| 21:04                |                                |                      |          |  |

Lado B:

| Planet Jarre: Themes |                                     |                        |          |  |
| N.º                  | Título                              | Álbum Original         | Duración |  |
| 7.                   | «Equinoxe, Pt. 4»                   | Equinoxe (1978)        | 5:31     |  |
| 8.                   | «Magnetic Fields, Pt. 2»            | Magnetic Fields (1981) | 3:58     |  |
| 9.                   | «Rendez-Vous 2, Pt. 3» (Laser Harp) | Rendez-Vous (1986)     | 2:19     |  |
| 10.                  | «Rendez-Vous 4»                     | Rendez-Vous (1986)     | 4:08     |  |
| 11.                  | «Chronology, Pt. 4»                 | Chronology (1993)      | 4:09     |  |
| 20:05                |                                     |                        |          |  |

#### Vinilo 3: Sequences
- Lado A:

| Planet Jarre: Sequences |                                        |                                          |          |  |
| N.º                     | Título                                 | Álbum Original                           | Duración |  |
| 1.                      | «Coachella Opening»                    | Tema nuevo                               | 3:58     |  |
| 2.                      | «Arpeggiator»                          | The Concerts in China (1982)             | 6:14     |  |
| 3.                      | «Automatic, Pt. 1» (with Vince Clarke) | Electronica 1: The Time Machine (2015)   | 2:57     |  |
| 4.                      | «Exit» (with Edward Snowden)           | Electronica 2: The Heart of Noise (2016) | 5:44     |  |
| 18:53                   |                                        |                                          |          |  |

- Lado B:

| Planet Jarre: Sequences |                                    |                                 |          |  |
| N.º                     | Título                             | Álbum Original                  | Duración |  |
| 5.                      | «Equinoxe, Pt. 7»                  | Equinoxe (1978)                 | 3:35     |  |
| 6.                      | «Oxygene, Pt. 8»                   | Oxygene 7-13 / Oxygene 2 (1997) | 5:23     |  |
| 7.                      | «Stardust» (with Armin Van Buuren) | Electronica 1: The Time Machine | 4:36     |  |
| 8.                      | «Herbalizer»                       | Tema Nuevo                      | 3:25     |  |
| 9.                      | «Revolutions»                      | Revolutions (1988)              | 3:23     |  |
| 20:22                   |                                    |                                 |          |  |

#### Vinilo 4: Explorations & Early Works
- Lado A:

| Planet Jarre: Explorations & Early Works |                                         |                               |          |  |
| N.º                                      | Título                                  | Álbum Original                | Duración |  |
| 1.                                       | «Ethnicolor»                            | Zoolook (1984)                | 3:30     |  |
| 2.                                       | «Souvenir of China»                     | The Concerts In China (1982)  | 3:59     |  |
| 3.                                       | «Blah Blah Café»                        | Zoolook (1984)                | 3:21     |  |
| 4.                                       | «Music for Supermarkets» (Demo Excerpt) | Music for Supermarkets (1983) | 2:03     |  |
| 5.                                       | «Roseland / Le Pays de Rose»            | Les Granges Brûlées (1973)    | 2:03     |  |
| 6.                                       | «La Cage»                               | La Cage  Erosmachine (1971)                              | 3:08     |  |
| 7.                                       | «Erosmachine»                           | La Cage  Erosmachine (1971)                              | 2:58     |  |
| 21:02                                    |                                         |                               |          |  |

- Lado B:

| Planet Jarre: Explorations & Early Works |                                                                |                            |          |  |
| N.º                                      | Título                                                         | Álbum Original             | Duración |  |
| 8.                                       | «Hypnose»                                                      |                            | 3:26     |  |
| 9.                                       | «The Song of the Burnt Barns / Le Chanson des Granges Brûlées» | Les Granges Brûlées (1973) | 2:44     |  |
| 10.                                      | «Happiness Is a Sad Song»                                      |                            | 5:50     |  |
| 11.                                      | «AOR Bleu»                                                     |                            | 3:08     |  |
| 12.                                      | «Last Rendez-Vous»                                             | Rendez-Vous (1986)         | 4:08     |  |
| 19:16                                    |                                                                |                            |          |  |

### Casete

#### Casete 1: Soundscapes / Themes
- Lado A: Soundscapes

| Planet Jarre: Soundscapes |                               |                                          |          |  |
| N.º                       | Título                        | Álbum Original                           | Duración |  |
| 1.                        | «Oxygene, Pt. 1»              | Oxygene (1976)                           | 7:39     |  |
| 2.                        | «Oxygene, Pt. 19»             | Oxygene 3 (2016)                         | 5:00     |  |
| 3.                        | «Rendez-Vous 1»               | Rendez Vous (1986)                       | 2:54     |  |
| 4.                        | «Millions of Stars»           | Metamorphoses (2000)                     | 5:39     |  |
| 5.                        | «Chronology, Pt. 1»           | Chronology (1993)                        | 3:23     |  |
| 6.                        | «Oxygene, Pt. 20»             | Oxygene 3 (2016)                         | 5:29     |  |
| 7.                        | «Equinoxe, Pt. 2»             | Equinoxe (1978)                          | 5:00     |  |
| 8.                        | «Waiting for Cousteau»        | Waiting for Cousteau (1990)              | 2:59     |  |
| 9.                        | «The Heart of Noise» (Origin) | Electronica 2: The Heart of Noise (2016) | 2:36     |  |
| 40:39                     |                               |                                          |          |  |

- Lado B: Themes

| Planet Jarre: Themes |                                     |                        |          |  |
| N.º                  | Título                              | Álbum Original         | Duración |  |
| 10.                  | «Industrial Revolution, Pt. 2»      | Revolutions (1988)     | 2:22     |  |
| 11.                  | «Oxygene, Pt. 4»                    | Oxygene (1976)         | 3:46     |  |
| 12.                  | «Equinoxe, Pt. 5»                   | Equinoxe (1978)        | 3:45     |  |
| 13.                  | «Oxygene, Pt. 2»                    | Oxygene (1976)         | 5:24     |  |
| 14.                  | «Zoolookology»                      | Zoolook (1984)         | 3:43     |  |
| 15.                  | «Bells»                             | Metamorphoses (2000)   | 2:04     |  |
| 16.                  | «Equinoxe, Pt. 4»                   | Equinoxe (1978)        | 5:31     |  |
| 17.                  | «Magnetic Fields, Pt. 2»            | Magnetic Fields (1981) | 3:58     |  |
| 18.                  | «Rendez-Vous 2, Pt. 3» (Laser Harp) | Rendez-Vous (1986)     | 2:19     |  |
| 19.                  | «Rendez-Vous 4»                     | Rendez-Vous (1986)     | 4:08     |  |
| 20.                  | «Chronology, Pt. 4»                 | Chronology (1993)      | 4:09     |  |
| 41:09                |                                     |                        |          |  |

#### Casete 2: Sequences / Explorations & Early Works
- Lado A: Sequences

| Planet Jarre: Sequences |                                        |                                          |          |  |
| N.º                     | Título                                 | Álbum Original                           | Duración |  |
| 1.                      | «Coachella Opening»                    | Tema nuevo                               | 3:58     |  |
| 2.                      | «Arpeggiator»                          | The Concerts in China (1982)             | 6:14     |  |
| 3.                      | «Automatic, Pt. 1» (with Vince Clarke) | Electronica 1: The Time Machine (2015)   | 2:57     |  |
| 4.                      | «Exit» (with Edward Snowden)           | Electronica 2: The Heart of Noise (2016) | 5:44     |  |
| 5.                      | «Equinoxe, Pt. 7»                      | Equinoxe (1978)                          | 3:35     |  |
| 6.                      | «Oxygene, Pt. 8»                       | Oxygene 7-13 / Oxygene 2 (1997)          | 5:23     |  |
| 7.                      | «Stardust» (with Armin Van Buuren)     | Electronica 1: The Time Machine          | 4:36     |  |
| 8.                      | «Herbalizer»                           | Tema Nuevo                               | 3:25     |  |
| 9.                      | «Revolutions»                          | Revolutions (1988)                       | 3:23     |  |
| 39:15                   |                                        |                                          |          |  |

- Lado B: Explorations & Early Works

| Planet Jarre: Explorations & Early Works |                                                                |                               |          |  |
| N.º                                      | Título                                                         | Álbum Original                | Duración |  |
| 10.                                      | «Ethnicolor»                                                   | Zoolook (1984)                | 3:30     |  |
| 11.                                      | «Souvenir of China»                                            | The Concerts In China (1982)  | 3:59     |  |
| 12.                                      | «Blah Blah Café»                                               | Zoolook (1984)                | 3:21     |  |
| 13.                                      | «Music for Supermarkets» (Demo Excerpt)                        | Music for Supermarkets (1983) | 2:03     |  |
| 14.                                      | «Roseland / Le Pays de Rose»                                   | Les Granges Brûlées (1973)    | 2:03     |  |
| 15.                                      | «La Cage»                                                      | La Cage  Erosmachine (1971)                              | 3:08     |  |
| 16.                                      | «Erosmachine»                                                  | La Cage  Erosmachine (1971)                              | 2:58     |  |
| 17.                                      | «Hypnose»                                                      |                               | 3:26     |  |
| 18.                                      | «The Song of the Burnt Barns / Le Chanson des Granges Brûlées» | Les Granges Brûlées (1973)    | 2:44     |  |
| 19.                                      | «Happiness Is a Sad Song»                                      |                               | 5:50     |  |
| 20.                                      | «AOR Bleu»                                                     |                               | 3:08     |  |
| 21.                                      | «Last Rendez-Vous»                                             | Rendez-Vous (1986)            | 4:08     |  |
| 40:18                                    |                                                                |                               |          |  |